# كارثة يونغجيا

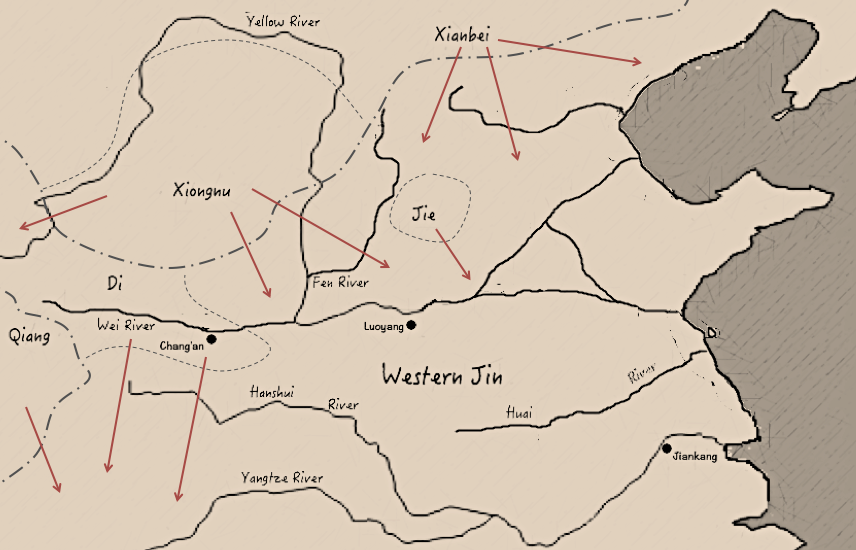

كانت كارثة يونغجيا تشير بصفة عامة إلى الأحداث التي وقعت في الصين في عام 311 ميلادي والتي قامت فيها مجموعة من «البرابرة الخمسة» وهم قومية شيونغنو، وقومية شيان بي، وقومية تشينغ، وقومية ووهوان وجي. بالهجوم على أسرة جين (265-420) وبالتحديد في العاصمة لويانغ وقادت بصفة رئيسية قومية وو هوان الهجوم حيث قام بجنود ووهوان بقتل أكثر من 30.000 ألف مدني ومجموعة كبيرة من الوزراء، وقاموا بإحراق قصور العاصمة وحفروا قبور الأباطرة من مملكة واي، وأباطرة جين،  وقاموا بإحراق المدينة قبل يقتلوا الإمبراطور هواي وقاموا بالتنكيل بجثثه،.وبعد فرار ولي العهد «الإمبراطور مينغ» إلى تشانغآن ورغبته في إعادة الدفاع، قامت قومية شيونغنو بالهجوم عليه في المدينة وقتلته.
وبعد احتلال الشمال استطاع أحد أفراد العائلة المالكة «سيما روي» الهرب وبمساعدة من سكان جيانكانغ
استطاع سيما روي بمساعدة الجنود المدربين في عهد مملكة وو قبل 40 سنة من إعادة تأسيس العاصمة في المدينة وإعادة تأسيس أسرة جين الشرقية في الجنوب مرة أخرى بعد زوال الغربية.

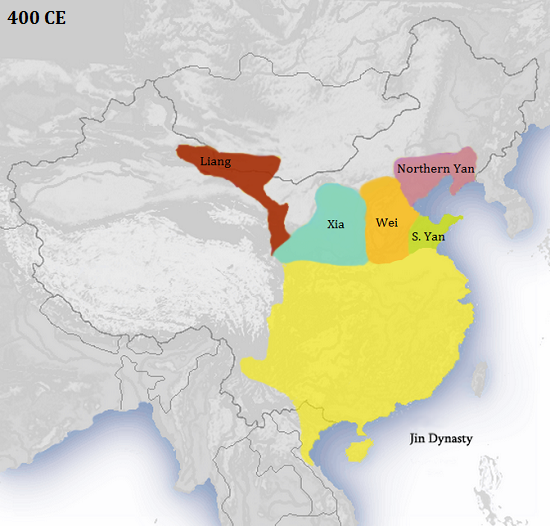

| سبقه أسرة جين الغربية (265-311) | أسرة جين الشرقية (311-420) 311-420 | تبعه سلالة ليو سونغ الحاكمة |